# Tone mapping
 Der er for få eller ingen kildehenvisninger i denne artikel, hvilket er et problem. Du kan hjælpe ved at angive troværdige kilder til de påstande, som fremføres i artiklen.

Tone Mapping er typisk en efterbehandling af HDR-fotos, der er skabt på basis af en serie eksponeringer af samme motiv inden for samme sekund – fagligt kaldt bracketing. Formålet er at komprimere et stort dynamisk farveområde sammen, således at mange flere toner kan ses på en skærm. Tone mapping og HDR er tekniker, der fx anvendes på kontrastfulde motiver – motiver med meget lys og dybe skygger i samme udsnit. Fx motiver med strand, sne, sol og brud i hvidt.